# Incilius alvarius
El sapo del desierto sonorense o sapo del río Colorado (Incilius alvarius, antes Bufo alvarius) es una especie de anfibio de la familia Bufonidae. Existe una práctica contemporánea de creciente popularidad del uso neochamánico de la vaporización y fumado de las bufotoxinas que se encuentran en las secreciones de la piel del sapo, llamadas 'veneno del sapo'. Se ha argumentado que la explotación humana de esta especie está contribuyendo a la disminución de su población.

## Descripción
El sapo del río Colorado puede crecer hasta unos 19 centímetros de largo y es el sapo más grande de los Estados Unidos, aparte del sapo de caña no nativo (Rhinella marina). 

## Distribución y hábitat
Se distribuye por el suroeste de Estados Unidos (sureste de California, sur de Arizona y noreste de Nuevo México), especialmente en las zonas de captación del bajo río Colorado y del río Gila. En México, se encuentra en el noroeste del país (Sonora y noroeste de Sinaloa). Su hábitat natural va desde las tierras bajas áridas y las praderas áridas a bosques de roble, sicomoro o nogal en los cañones de montaña.

## Ecología

### Secreción
Al igual que otras especies de la familia Bufonidae, el sapo del desierto sonorense secreta bufotoxinas desde las glándulas parótidas ubicadas detrás de los ojos en el cuello y en otras partes de la piel. Se trata de una secreción de color blanco lechoso cuya función es proteger a la especie de depredadores.

## Taxonomía
Incilius alvarius fue descrito por primera vez por el médico y zoólogo francés Charles Frédéric Girard y publicado en el Report on the United States and Mexican boundary survey :made under the direction of the secretary of the Interior (2) tomo 1: 26 de Spencer Fullerton Baird en 1895.
Sinonimia
- Bufo alvarius (Girard en Baird, 1859)[6]
- Cranopsis alvaria (Girard en Baird, 1859)
- Ollotis alvaria (Girard en Baird, 1859)
- Phrynoidis alvarius (Girard en Baird, 1859)

## Importancia económica y cultural
No se conocen prácticas rituales en las tradiciones de los pueblos originarios de Norteamérica que utilicen la secreción de este sapo. Tampoco existen evidencias arqueológicas o bioantropológicas de uso ancestral. En la actualidad existe una práctica de creciente popularidad del uso neochamánico de la secreción que contienen las glándulas parótidas de este sapo situadas detrás de los ojos, y en la piel en la curva del codo y la ingle. La práctica fue introducida en 2011 al pueblo seri (o Comca'ac), un grupo indígena que vive en la costa continental del Golfo de California, para integrarla como parte de su cultura.
La sustancia está compuesta por diversos compuestos químicos, entre los cuales se han encontrado veintiún alcaloides.

### Principios activos en la secreción del sapo
Un estudio publicado en el Journal of Analytical Toxicology en 2021 que analizó los componentes triptamínicos en la secreción determinó la presencia de los siguientes compuestos: 5-MeO-DMT (5-metoxi-N,N-dimetiltriptamina), 5-MeO-NMT (5-metoxi-N-metiltriptamina), 5-MeO-triptamina, 5-MeO-triptofol, ácido 5-metoxindolacético, 5-HO-N-metiltriptamina, bufotenina, DMT y triptofano. El componente en mayor cantidad fue la 5-MeO-DMT.

### Extracción de la secreción
Se cree que recolectar estos sapos les causa estrés, en particular durante el proceso de "ordeño", donde los recolectores frotan los sapos debajo de la barbilla para que secreten el veneno en forma de una sustancia lechosa que luego se raspa del cuerpo del sapo. Robert Villa, quien se desempeña como presidente de la Sociedad Herpetológica de Tucson, dijo en una entrevista del New York Times de 2022: «Hay una percepción de abundancia, pero cuando comienzas a eliminar grandes cantidades de una especie, su número se derrumbará como un castillo de naipes en algún momento».

### Uso en el neochamanismo
La secreción del sapo se suele fumar en pipa o inhalando de un vaporizador, aunque aun de esta forma existen riesgos. Las toxinas se activan al ser absorbidas directamente por las mucosas de la boca, la nariz o los ojos. Es altamente peligroso cuando se utiliza junto a otros combinados psicoactivos como el ayahuasca o el iboga.
Se trata de una práctica ritualizada que comenzó a extenderse en los años ochenta entre grupos y círculos new age. Su consumo se ha popularizado y mediatizado a raíz de su vinculación con culturas indígenas del desierto de Sonora en México. Sobre todo, tras la introducción de la práctica en el año 2011 a miembros del grupo étnico comca'ac de Punta Chueca, Sonora, por intermediación de una organización civil de sonorenses de Hermosillo constituida por miembros de gestión cultural, humanidades y el arte, proyecto actualmente denominado Fundación OTA.C.
Normalmente suele ser practicado como parte de una búsqueda espiritual y también con fines terapéuticos, como por ejemplo la disminución de los síntomas de enfermedades psiquiátricas (ansiedad, depresión, trastorno de estrés postraumático, trastornos del uso de alcohol y drogas). Sin embargo, todavía no han sido confirmados científicamente los supuestos efectos terapéuticos que se aclaman y el empleo de la sustancia puede conllevar graves riesgos de salud o derivar incluso en la muerte.
El 4 de junio de 2020 se conocía la noticia de que el actor porno Nacho Vidal estaba siendo investigado junto a otras personas por homicidio involuntario tras el fallecimiento del fotógrafo José Luis Abad durante un ritual con este veneno de sapo organizado en su casa.

## Estado de conservación
En la lista roja de la Unión Internacional para la Conservación de la Naturaleza se considera desde el 2004 a Incilius alvarius como una especie en la categoría bajo preocupación menor en cuanto a su estado de conservación. Un estudio académico del 2019 recomienda actualizar el estado de conservación por las consideraciones éticas e impactos ecológicos por la explotación creciente de la secreción del sapo que contiene 5-MeO-DMT y bufotenina.
Se ha argumentado que la creciente demanda de la secreción del sapo para su uso por el neochamanismo ha hecho que el sapo sea susceptible no solo a la perturbación ecológica a través de la invasión del hábitat y el ordeño excesivo, sino también al tráfico de anfibios y las dinámicas de los mercados negros. Además, según el herpetólogo Robert Villa, es más probable que los sapos más grandes se vean y se recolecten sobre los sapos más pequeños, y si elimina los sapos más grandes, se elimina la capacidad de la población para mantenerse, ya que los sapos más grandes tienen muchos huevos. Además, al sacar un sapo de su territorio para ordeñarlo y luego se lo deja libre en otro lugar, es muy probable que muera al no reconocer su hábitat, pudiendo ser atropellado por un coche, o cazado por los depredadores, especialmente cuando el sapo ha sido privado de su principal mecanismo de defensa.